# Quadrula tuberosa
Quadrula tuberosa е вид мида от семейство Перлови (Unionidae).

## Разпространение
Видът е ендемичен за река Къмбърланд в щатите Кентъки и Тенеси. Смята се, че или е изчезнал, или е критично застрашен поради унищожаване на местообитанията и замърсяване.